# Amurrio Club
Amurrio Club is een Spaanse voetbalclub uit Amurrio in Baskenland. De club speelt in de Tercera División, het vierde Spaanse niveau. Thuisstadion is het Estadio Basarte, dat 4.000 plaatsen heeft.

## Geschiedenis
Amurrio Club werd in 1949 opgericht. Tot 1992 speelde de club in de amateurdivisies. Na twee seizoenen in de Tercera División (1992-1994), speelde Amurrio Club in het seizoen 1994/1995 voor het eerst in de Segunda División B. In 1996 degradeerde de club en speelde het seizoen 1996/1997 in de Tercera División, waarna promotie volgde. In 2001 plaatste Amurrio Club zich met een vierde plaats, de hoogste klassering in de geschiedenis van de club, voor de play-offs voor promotie naar de Segunda División A. In deze play-offs had de club uiteindelijk geen succes. In het seizoen 2005/2006 was Amurrio Club dicht bij degradatie naar de Tercera División, maar in de play-offs werd na strafschoppen gewonnen van CD Baza (5-3) nadat beide wedstrijden in 1-1 waren geëindigd. Hierdoor werd degradatie ontlopen. In 2007 werd Amurrio Club echter laatste in de groep, waarna degradatie naar de Tercera División volgde.